# Kalvarienberg (St. Radegund bei Graz)

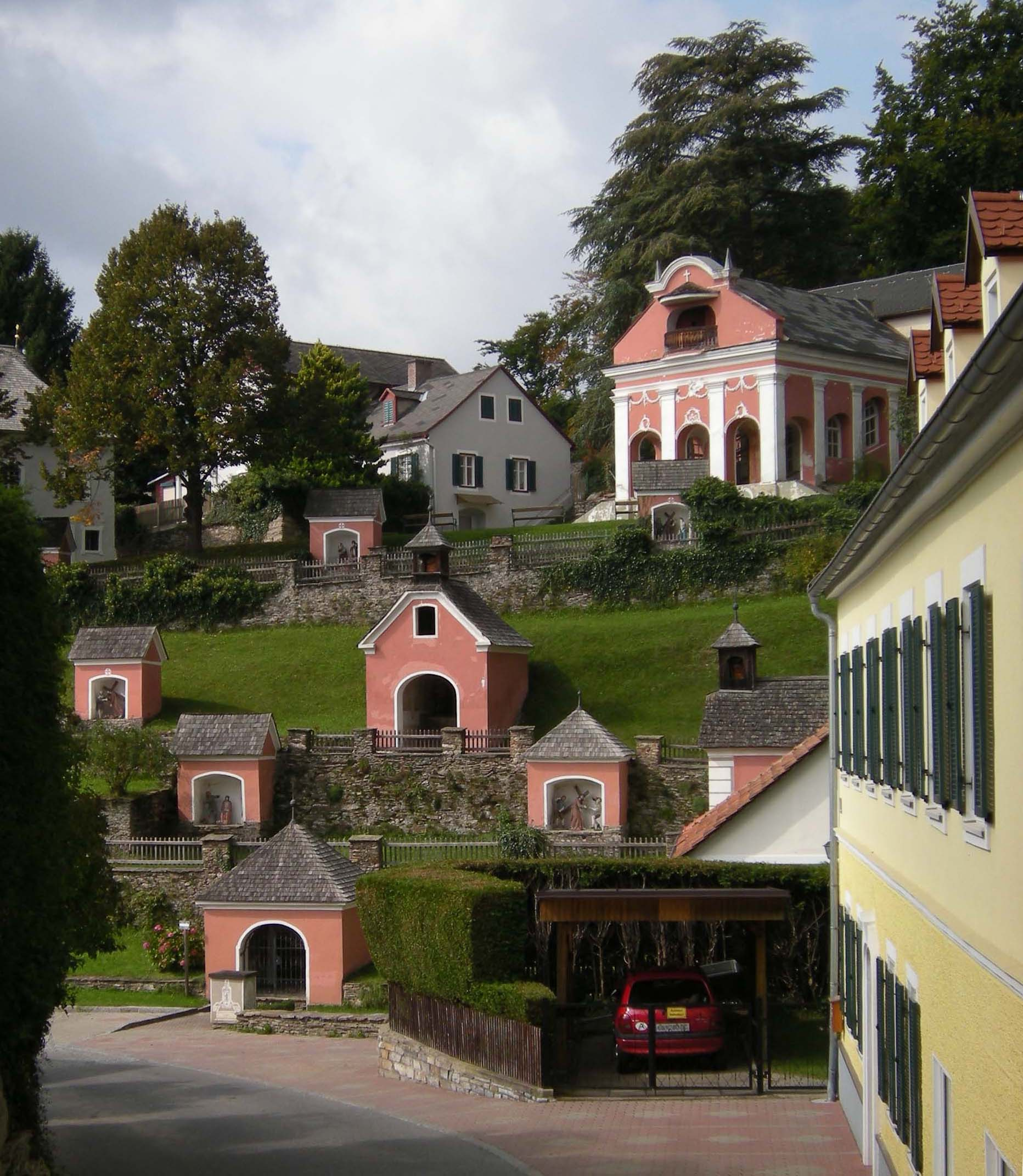
Der Kalvarienberg im September 2009. Zu sehen sind die heilige Stiege sowie einige Stationskapellen

Die Kalvarienberg in der Gemeinde Sankt Radegund bei Graz in der Steiermark hat eine Geschichte, die bis in die zweite Hälfte des 18. Jahrhunderts zurückreicht.

## Lage
Der Kalvarienberg liegt am westlichen Ortsrand von Sankt Radegund und besteht aus einer Stationswegsanlage, einer Kalvarienbergkirche, und weiteren Nebengebäuden.

## Geschichte

### Legende
Der Legende nach soll ein Bauer auf seinem Weg nach Hause eines Nachts den heutigen Kalvarienberg hell erleuchtet und von Engeln bevölkert, die mit den Leidenswerkzeugen Christi im Boden gruben, vorgefunden haben. Der damalige Pfarrer der Gemeinde nahm dies zum Anlass, den Kalvarienberg zu errichten.

### Erbauung
Der Kalvarienberg wurde zwischen 1768 und 1773 auf dem früher Trattner-Leit'n (obd. Leitn ‚steilerer Hang‘) genannten Hügel errichtet. angelegt. Zwischen 1834 und 1884 wurde er renoviert und weiter ausgestaltet. Eine weitere Restaurierung fand zwischen 1976 und 1979 statt. Er steht unter Denkmalschutz.

## Beschreibung

### Der Stationsweg, Heilige Stiege
Der Kalvarienberg ist terrassenförmig angelegt und hat unterschiedlich große Stationskapellen. In einem Teil der Kapellen befinden sich Statuen die von Philipp Jakob Straub im dritten Viertel des 18. Jahrhunderts gestaltet wurden. Die restlichen Figuren wurden 1834 oder später angefertigt. Weiters befinden sich in einigen Kapellen volkstümliche, die Passion darstellende Fresken aus dem 18. und 19. Jahrhundert.
Die spätbarocke heilige Stiege wurde nach dem Vorbild des Grazer Kalvarienberges im Jahr 1772 erbaut. Ihre Außenseite ist mit umlaufenden Bogenöffnungen sowie Pilastern und sparsamen Stuckarbeiten gestaltet. Im Inneren befinden sich drei ansteigende Stiegen mit einem der Mater Dolorosa geweihten Altar sowie zwei figuralen Stationsgruppen an den Stiegenenden. Der Altar hat eine gemalte Umrahmung. Weiters befinden sich hier mehrere Fresken mit Architekturmalereien und einer Darstellung von Jakobs Traum.

### Kirche Gegeißelter Heiland
Die heutige Kalvarienbergkirche, linkerhand vom Stationsweg (ebenfalls unter Denkmalschutz), entstand bei einem im 19. Jahrhundert durchgeführten Erweiterungsbau der 1768 errichteten Kapelle zum Gegeißelten Heiland. Vor der Kirche steht eine Kreuzigungsgruppe mit Adstantes aus dem dritten Viertel des 18. Jahrhunderts. 1844 wurde der heutige Fassadenturm auf den Kapellenbau aufgesetzt. Die Kirche hat ein zweijochiges, platzlgewölbtes Langhaus sowie einen halbrund schließenden Chor mit Seitenkapellen. Auf dem Hochaltar befindet sich eine 1768 angefertigte Kopie des Wieser Geißelchristus. Die Altäre der Seitenkapellen stammen aus derselben Zeit. Einige der Andachtsbilder sind barock, der Luster biedermeierlich. An den Wänden findet man barocke Fresken aus der Bauzeit, die während der Restaurierungsarbeiten 1978/79 freigelegt wurden. Die Wandmalereien im Langhaus zeigen die vier Evangelisten auf Konsolen stehend, die im Chor stellen Gottvater mit Engeln und die Arma Christi dar, während in der rechten Seitenkapelle verschiedene Marienszenen abgebildet sind.
Sie gehört als Filialkirche zum Dekanat Graz-Ost.

## Nachweise
- Bundesdenkmalamt (Hrsg.): Dehio Steiermark (ohne Graz). 2. Auflage. Berger, Horn/Wien 2006, ISBN 3-85028-439-5, S. 484–485.

1. 1 2  
Legende und Geschichte des Kalvarienberges St. Radegund. Abgerufen am 1. Juni 2014.
2. 1 2 3 4  
Bundesdenkmalamt (Hrsg.): Dehio Steiermark (ohne Graz). 2. Auflage. Berger, Horn/Wien 2006, ISBN 3-85028-439-5, S. 484–485.

Koordinaten: 47° 10′ 49,7″ N, 15° 29′ 17,3″ O